# Kunstwerke im öffentlichen Raum in Hilden
Die Liste der Kunstwerke im öffentlichen Raum in Hilden enthält (Brunnen, Plastiken, Skulpturen, Wandmalereien und Graffiti) im Stadtgebiet von Hilden die öffentlich zugänglich sind.
Kunstwerke im öffentlichen Raum (Public Art).
Ergänzende Erklärungen zu 25 Objekten und deren Künstlern findet man auf „Geoportal Hilden“, dem digitalen Kulturstadtplan der Stadt Hilden.

## Brunnen
Diese Liste gibt einen Überblick über 18 Brunnen im Stadtgebiet von Hilden, die öffentlich zugänglich sind. Die Brunnen dienen lediglich zur Dekoration.
| Foto           | Name                                             | Standort Lage                                                                                 | Künstler                               | Datierung | Beschreibung |
| -------------- | ------------------------------------------------ | --------------------------------------------------------------------------------------------- | -------------------------------------- | --------- | --- |
|                | Springbrunnen am Holterhöfchen                   | Am Holterhöfchen 51° 9′ 58,8″ N, 6° 56′ 42,8″ O                                               |                                        |           | |
|                | Weltkugelbrunnen „Unser kleiner Planet“ (Bronze) | Am Rathaus 1, Rathaus Innenhof 51° 10′ 11,2″ N, 6° 56′ 11″ O                                  | Bernd Altenstein (* 1943)              | 1991      | Die Welt vor dem Rathaus – Expressiv, figürlich und symbolisch hat Professor Bernd Altenstein (LINK) seine Sicht der Welt auf dem Platz vor dem Rathaus dargestellt. Eine Erdkugel, durch deren Oberfläche Menschen herausbrechen – einzeln, als Paar, in Gruppen. Kontinentalschollen platzen auf – und verweisen darauf, dass der Planet bedroht ist. Der Ausdruck der Figuren zeigt Formen menschlicher Existenz: Bedrohung, Hoffnung, Geborgenheit, Leid, Flucht und Anstrengung. Eine Plastik, die bei der Betrachtung aus unterschiedlichen Blickwinkeln immer neue Assoziationen freisetzt. |
|                | Bauhof Mülltonne-Brunnen                         | Auf dem Sand 31 51° 10′ 29,7″ N, 6° 55′ 16,9″ O                                               | Reiner Schneller                       |           | |
|                | Brunnen: Düsseldorfer Straße 40                  | Düsseldorfer Straße 40 51° 9′ 54,8″ N, 6° 55′ 10,5″ O                                         | Franz Hötterges (1912–1993):           |           | Gestiftet von Friedrich Schmitz |
|                | Brunnen in Garage der Reformationskirche         | Eisengasse 51° 10′ 6,7″ N, 6° 55′ 56,9″ O                                                     |                                        |           | |
|                | Brunnen vor dem Haus                             | Ginsterweg 12 51° 8′ 59,7″ N, 6° 56′ 55,9″ O                                                  |                                        |           | |
|                | Pinguinbrunnen                                   | Heiligenstraße Ecke Kirchhofstraße 51° 9′ 55″ N, 6° 56′ 20,4″ O                               | Hans Peter Feddersen (1905–1998)       | 1955      | Pinguinbrunnen – Die vier Temperamente (Bronze) Kecke Wasservögel mit unterschiedlichem Temperament Vier anmutige, naturalistisch dargestellte Pinguine stehen um einen kleinen runden Brunnen in der Grünanlage Ecke Kirchhofstraße / Heiligenstraße. In ihrem Ausdruck wirken die Pinguine unterschiedlich, so dass die Darstellung der vier Temperamente assoziiert werden kann: Phlegmatiker, Melancholiker, Choleriker und Sanguiniker. Als Auftragsarbeit des Industriellen Gert P. Spindler stand die Pinguingruppe von Hans Peter Feddersen ursprünglich im Vorgarten von Feddersens Wohnhaus Ecke Hochdahler-/Paul-Spindler-Straße. Die Nachgüsse der Ursprungsarbeit wurden 1987 hier aufgestellt. Die Grünanlage an der Kirchhofstraße wurde bereits im Jahr 1903 angelegt. Auf ihr steht eine „Luthereiche“, die am 19. November 1933 anlässlich des 450. Geburtstages Martin Luthers von der evangelischen Gemeinde gepflanzt wurde. 2004 stiftete der Museums- und Heimatverein Hilden, heute „Unser Hilden“ eine Namenstafel für den Pinguin-Brunnen und würdigte so das Werk und Wirken von Hans Peter Feddersen in Hilden. |
|                | Springbrunnen im Stadtparkweiher                 | Hofstraße, Stadtpark 51° 9′ 55,9″ N, 6° 55′ 42,9″ O                                           |                                        |           | |
|                | Springbrunnen im Stadtpark                       | Hofstraße 14a, vor Haus im Stadtpark, Kindergarten Itterbonbon 51° 9′ 59,1″ N, 6° 55′ 44,3″ O |                                        |           | |
| weitere Bilder | Brunnen am Turm von Haus Horst                   | Horster Allee 12–14 51° 9′ 21,5″ N, 6° 54′ 27,3″ O                                            |                                        |           | |
|                | Pflanzenbrunnen                                  | Hummelsterstraße 1, Wohn- und Pflegezentrum „Stadt Hilden“ 51° 10′ 25,1″ N, 6° 56′ 26,7″ O    |                                        | 2006      | |
|                | Itterparkbrunnen                                 | Itterpark 5 51° 10′ 9,9″ N, 6° 56′ 45,6″ O                                                    |                                        |           | |
|                | Itterparkbrunnen                                 | Itterpark 8 51° 10′ 10″ N, 6° 56′ 44,4″ O                                                     |                                        |           | |
|                | Brunnen mit Krokodil                             | Mittelstraße 70a, Hackenhof, vor Olive 51° 10′ 5,4″ N, 6° 55′ 55,7″ O                         |                                        |           | |
|                | Mühlsteinbrunnen                                 | Otto-Hahn-Straße 1 51° 9′ 58,4″ N, 6° 55′ 20″ O                                               |                                        |           | |
|                | Centauribrunnen                                  | Proactiv-Platz 1 51° 9′ 53,1″ N, 6° 55′ 49″ O                                                 | Peter Schmitz (* 1959)                 | 1999      | Peter Schmitz, weitere Werke |
|                | Spiralenbrunnen, Wasserfrau                      | Warringtonplatz, Spielplatz 51° 10′ 4,2″ N, 6° 56′ 5,2″ O                                     | Hans-Oiseau Kalkmann und Jens Kalkmann | 1999      | |

## Plastiken
Diese Seiten geben einen Überblick über 23 Plastiken im Stadtgebiet von Hilden, die öffentlich zugänglich sind.
| Foto           | Name                                                                 | Standort Lage                                                            | Künstler                         | Datierung | Beschreibung |  |
| -------------- | -------------------------------------------------------------------- | ------------------------------------------------------------------------ | -------------------------------- | --------- | --- |  |
|                | Auffliegende Kraniche am Holterhöfchen                               | Am Holterhöfchen 20 51° 9′ 57,3″ N, 6° 56′ 45,2″ O                       | Erich Fritz Reuter (1911–1997)   | 1959      | Auffliegende Kraniche (Bronze, 1964) – Kraftvolles Streben Die Fünfer-Gruppe von leicht abstrahierten Kranichen strebt dynamisch nach oben. Schnäbel, Hälse und Beine bilden Linien, die aufwärts weisen. Spannung ergibt sich durch die bogenförmige Anordnung. Der Berliner Bildhauer Erich Fritz Reuter knüpft mit seinem Werk möglicherweise auch an die Aufschwung-Stimmung der Zeit des „Wirtschaftwunders“ an. Die rund 3,50 Meter hohe Plastik steht seit 1964 am Südufer des großen Sees in der Grünanlage am „Holterhöfchen“. |  |
|                | Wilhelm Fabry, im Rathaus                                            | Am Rathaus 1, vor Bürgerbüro 51° 10′ 10,5″ N, 6° 56′ 10,3″ O             | Hans Peter Feddersen (1905–1998) | 1960      | |  |
|                | Gefolgschaftstreue, Hasplerin und Zwirnermeisterin Berta Bruchhausen | Am Rathaus 20 51° 10′ 13,8″ N, 6° 56′ 15,7″ O                            | Emil Jungblut (1888–1955)        | 1939      | Auf der Itterseite des Wohnparks Mühlenstraße erinnert dieses naturalistische Denkmal an Berta Bruchhausen, die letzte Meisterin in der Zwirnerei der Textilfabrik Spindler, wo sie über 40 Jahre gearbeitet hat. Berta Bruchhausen fing als eines der vielen ungelernten Mädchen dort einst an. In ihrer linken Hand hält sie eine Haspel, auf die ihr ernster Blick gerichtet ist. Von den Schuhbändern über die Gesichtszüge bis hin zur Schleife des Arbeitskittels hat Emil Jungblut die Details naturgetreu dargestellt. Paul Spindler ließ das Bronzedenkmal im Mai 1939 anlässlich seines 50. Arbeitsjubiläums erstellen. Das Denkmal stand früher auf einem Ehrenplatz in erhöhter Position an der zur Hofstraße gelegenen Lagerfassade. Berta Bruchhausen starb am 28. November 1965 im Alter von 85 Jahren. |  |
|                | Seehund                                                              | Beethovenstraße 32–34 51° 10′ 47,1″ N, 6° 55′ 56,9″ O                    | Hans Peter Feddersen (1905–1998) | 1956      | |  |
|                | Kraniche am Seniorenzentrum Erikaweg                                 | Erikaweg 9, Seniorenzentrum 51° 9′ 9″ N, 6° 56′ 47,8″ O                  | Hans Peter Feddersen (1905–1998) | 1964      | Kraniche (Bronze) – Rastende Zugvögel Vier Kronenkraniche stehen eng beieinander am Ufer des kleinen Teichs vor dem Seniorenzentrum Stadt Hilden. Die recht naturalistisch dargestellten, rund 1,80 Meter großen Vögel schauen in unterschiedliche Richtungen und vermitteln den Eindruck als seien sie soeben erst gelandet und würden eine kurze Rast einlegen. Die Wirkung als Gruppe erzielt der Bildhauer Hans Peter Feddersen, indem die Kämme der einzelnen Vögel in ihrer Gestaltung jeweils mit dem des übernächsten Vogels korrespondieren. Die Bronzeplastik wurde zur Einweihung des Gebäudes in Auftrag gegeben. |  |
|                | Freiheitsstatue                                                      | Forstbachstraße 20 51° 9′ 40,5″ N, 6° 56′ 46,6″ O                        |                                  |           | |  |
|                | Dinosaurier                                                          | Forststraße 27 51° 10′ 7″ N, 6° 54′ 16,1″ O                              |                                  |           | |  |
|                | Löwe mit Schild                                                      | Herderstr 36 51° 10′ 36,1″ N, 6° 55′ 19,3″ O                             |                                  |           | |  |
|                | Der letzte Handweber, Carl Hasbach                                   | Hochdahler Straße 84, Ecke Berliner Straße 51° 10′ 15,8″ N, 6° 56′ 25″ O | Rudolf Zieseniss (1883–1959)     | 1929      | In der Mitte des 19. Jahrhunderts hielt die Technik Einzug und der Untergang der Handweberei war nicht mehr aufzuhalten. Carl Hasbach war der letzte Hildener Handweber. Er lieferte 1913 sein letztes zu Hause gefertigtes Werkstück bei der Firma Kampf & Spindler ab. Er wurde von allen Seiten fotografiert. Die Fotos dienten als Vorlagen für das Bronzedenkmal. Pfeife rauchend, angetan mit dem guten Rock, den Warenbaum mit dem daran hängenden Bobinensack geschultert. Die Bronze-Plastik war zunächst 1929 vor dem Verwaltungsgebäude der Firma Kampf & Spindler an der Klotzstraße aufgestellt worden. (heute Hotel am Stadtpark). Als das Unternehmen Spindler 1970 aufgelöst wurde, zog die Statue zunächst zum Pförtnerhaus der ehemaligen Färberei des Betriebs an der Walder Straße um (heute Itterpark). Nun steht das Denkmal an der Kreuzung Berliner Straße/Hochdahler Straße. Hier befand sich früher ein weiterer Betriebsteil der Firma Spindler. Einige Teile der an der Berliner Straße, hier früher Mühlenstraße, verlaufenden Mauern stammen noch von den alten Fabrikgebäuden. - Stadtmarketing Carl Hasbach |  |
|                | Tatendrang & In Gedanken versunken                                   | Hofstraße 6, Haus Hildener Künstler 51° 9′ 59,3″ N, 6° 55′ 49,2″ O       |                                  |           | |  |
|                | Trauernde                                                            | Kirchhofstraße 61, Hauptfriedhof 51° 9′ 56,4″ N, 6° 56′ 24,1″ O          | Heinrich Adolfs (1901–1964)      | 1957      | Die Trauernde (Stein) Das Mahnmal auf dem Ehrenhain wurde am 20. Juli 1957 enthüllt. Mit klarer Linienführung und auf das Wesentliche reduziert hat der Bildhauer Heinrich Adolfs seine Plastik auf dem Ehrenhain des Hauptfriedhofs gestaltet. Die rund drei Meter hohe, stilisierte Frauenfigur scheint mit schräg gelegtem Kopf und gefalteten Händen in Trauer erstarrt. Der helle Stein ist mit Fossilien durchsetzt. Versteinerungen von Pflanzen, Kleintieren und Sporen sind aus der Nähe sichtbar. Ihre Position auf einem großen, mit Platten belegten Platz unterstreicht die Ausdruckskraft der Plastik. - Heinrichs Adolfs Werke |  |
|                | Friedhofsengel                                                       | Kirchhofstraße 61, Hauptfriedhof 51° 9′ 55,8″ N, 6° 56′ 24,2″ O          |                                  |           | Weitere Plastiken auf dem Hauptfriedhof Hilden |  |
|                | Löwe in der Kölner Straße                                            | Kölner Straße 75 51° 9′ 20,5″ N, 6° 56′ 29,4″ O                          |                                  |           | |  |
|                | Pandora                                                              | Mittelstraße 10 51° 10′ 8,9″ N, 6° 56′ 20,9″ O                           | Karl-Henning Seemann (1934–2023) | 1998      | Pandora (Bronze, 1996/97) Das Übel der Mythologie in der Moderne Den Eingang der Sankt-Jacobus-Kirche im Rücken, stürzt sich diese moderne Pandora in den Trubel aus Kommerz und Konsum der Fußgängerzone. Aus dem Behältnis auf ihrer linken Hüfte quillt das Übel der Zivilisation: Geld, Gewalt, Medienüberflutung. Der Bildhauer Professor Karl-Henning Seemann hat die gut zwei Meter hohe, teilweise grob modellierte Bronzeplastik im Auftrag der Stadt als Gegenstück zur Plastik „Eilige Einkäuferin“ am anderen Ende der Einkaufszone konzipiert. Hier auf der belebten Mittelstraße soll diese Figur an die negativen Folgen des Konsumdenkens und des vom Konsum bestimmten Handels erinnern und aufmerksam machen. |  |
|                | Tür der Reformationskirche                                           | Mittelstraße 66 51° 10′ 5,5″ N, 6° 55′ 57,2″ O                           | Ulrich Henn (1925–2014)          | 1973      | Dargestellt ist auf der rechten Seite die Barmherzigkeit Jesu (von unten nach oben): - Gespräch Jesu mit der Samariterin am Jakobsbrunnen (Joh 4,5–42 ) - Heilung des einsamen Gelähmten am Teich Bethesda (Joh 5,1–18 ) - Auferweckung des Lazarus und Befreiung aus den Banden des Todes (Joh 11,1–44 ) - Fußwaschung Christi (Joh 13,1–20 ) - Umwandlung von Wasser zu Wein, Hochzeit von Kana (Joh 2,1–11 ) und links ist die Unbarmherzigkeit der Menschen gegenüberstellt: - Kindermord von Bethlehem durch Herodes (Mt 2,16–18 ) - Jünger schlafen im Garten Gethsemane (Mt 26,36–46 ) - Judaskuss, die Gefangennahme (Mt 26,47–56 ) - Die Verspottung (Mt 27,27–31 ) - Kreuzigung und Tränkung Christi (Mt 27,32–56 ) |  |
|                | Wilhelm Fabry (1560–1634)                                            | Mittelstraße 66, Markt 51° 10′ 6,2″ N, 6° 55′ 58,4″ O                    | Arnold Künne (1866–1942)         | 1911      | Mit dieser Bronze-Büste des Berliner Bildhauers Arnold Künne setzte die Stadt dem Wundarzt und Wegbereiter der modernen Chirurgie, Wilhelm Fabry (1560–1634), ein Denkmal. Dass Künne bei seiner naturalistischen Darstellung auf einen Stich als Vorlage zurückgreifen musste, zeigt sich vor allem in der ausgesparten Mundpartie. Die Bronzebüste stand von 1921 bis 1927 auf dem Bahnhofsvorplatz und hat danach sechs Mal den Standort gewechselt. Seit 1986 steht sie neben der Reformationskirche an den Treppen zwischen Mittelstraße und Marktplatz. |  |
| weitere Bilder | Eilige Einkäuferin                                                   | Mittelstraße 68 51° 10′ 5,1″ N, 6° 55′ 56,9″ O                           | Karl-Henning Seemann (1934–2023) | 1992      | Eilige Einkäuferin (Bronze, 1992) Personifizierte Hast in der Fußgängerzone Von der Schulstraße aus scheint die Bronzeplastik in die Haupteinkaufszone der Mittelstraße zu eilen. Lebensgroß dargestellt ist eine hastende Frau, schwer beladen mit prall gefüllten Einkaufstaschen. So naturalistisch einige Züge sind, so überhöht Professor Karl-Henning Seemann seine Darstellung andererseits, indem er die Eile durch zahlreiche angedeutete Füße darstellt. Gegenstück zur „Eiligen Einkäuferin“ ist die Plastik „Pandora“ als weiteres Werk Seemanns in Hilden. Mit ihr übt der Künstler barsche Zivilisationskritik. Sie steht am östlichen Ende der Fußgängerzone. |  |
|                | Der Gerber                                                           | Mühlenstraße 7 51° 10′ 10,1″ N, 6° 56′ 15,4″ O                           | Olaf Höhnen (1933–2009)          | 1986      | In Lebensgröße beugt sich ein Gerber mit seinem Schabemesser über ein aufgespanntes Fell. Mit dem dargestellten Arbeitsvorgang korrespondiert die unebene, grob modellierte Oberfläche der Bronze-Plastik, die bei aller Naturtreue den Schaffensprozess des Bildhauers Olaf Höhnen vergegenwärtigt. Die Plastik in einem kleinen Rondell an der Mühlenstraße erinnert an die früher auf dem Gelände befindlichen Lederfabriken Jüntgen und Stürmer, in denen seit 1860 über 120 Jahre lang Leder gegerbt wurde. Erläuterungen finden sich auf zwei Kanaldeckeln vor der Plastik. |  |
|                | Sitzende mit dem schönen Po                                          | Schwanenstraße 21 51° 10′ 6,3″ N, 6° 55′ 54,2″ O                         | Wolfgang Breuers                 |           | Skulptur an der Einfahrt zum Kückeshaus |  |
|                | Löwe in der St.-Konrad-Allee                                         | St.-Konrad-Allee 44 51° 9′ 20,7″ N, 6° 56′ 28,3″ O                       |                                  |           | |  |
|                | Katze                                                                | Walder Straße 13 51° 10′ 9,2″ N, 6° 56′ 33,1″ O                          |                                  |           | |  |
|                | Löwe von Walder Straße 50                                            | Walder Straße 50 51° 10′ 6,8″ N, 6° 56′ 44,8″ O                          |                                  |           | |  |

## Skulpturen
Diese Seiten geben einen Überblick über 50 Skulpturen im Stadtgebiet von Hilden, die öffentlich zugänglich sind.
| Foto           | Name                                      | Standort Lage                                                                                   | Künstler                                                          | Datierung | Beschreibung |
| -------------- | ----------------------------------------- | ----------------------------------------------------------------------------------------------- | ----------------------------------------------------------------- | --------- | --- |
|                | Diana                                     | Am Feuerwehrhaus 1 51° 10′ 0,9″ N, 6° 56′ 25″ O                                                 | Reuter                                                            |           | |
|                | Wächter                                   | Am Feuerwehrhaus 1 51° 10′ 2,5″ N, 6° 56′ 28,9″ O                                               | Willy L. Bitter (* 1936)                                          |           | |
|                | Begrünte Mülleimer                        | Auf dem Sand 31, Bauhof 51° 10′ 29,1″ N, 6° 54′ 57,6″ O                                         |                                                                   |           | |
|                | Wachsende Kraft                           | Bahnhofsallee 3, Bahnhofsvorplatz 51° 10′ 3,4″ N, 6° 55′ 21,4″ O                                | Hans Peter Feddersen (1905–1998)                                  | 1963      | Wachsende Kraft (Bronze) – Sinnbild des Aufstrebens Die dreifach gegliederte, abstrakte Bronzeplastik verkörpert Aufstreben und Verbundenheit in einer anschaulichen Einheit. Sie stammt aus der späteren Schaffensphase des Hans Peter Feddersen. |
|                | Lebensgröße II                            | Bahnhofsallee 3, Bahnhofsplatz 51° 10′ 3,1″ N, 6° 55′ 22,2″ O                                   | Heinz Breloh (1940–2001)                                          | 1985      | Lebensgröße II (Bronze) Breloh schuf dieses Objekt durch seinen Körper. Er umkreiste das Material, grub seine Extremitäten in sie ein. Was im Verlauf dieses bildhauerischen Schaffensprozesses erzeugt wurde und was er nach diesem künstlerischen Prozess hinterließ, ist die dreidimensionale Fixierung seiner Lebensgröße in bearbeiteter Materie. Die Plastik „Lebensgröße II“ von Heinz Breloh wurde nach Umgestaltung des Bahnhofsvorplatzes als Dauerleihgabe aufgestellt. Der in Hilden geborene Künstler gilt als führender Bildhauer für die abstrakte Plastik des 20. Jahrhunderts. Um die Plastik herum schlängelt sich ein „Kulturpfad“ – acht Texttafeln erinnern an „Meilensteine“ der Hildener Stadtgeschichte wie etwa den Gleisanschluss 1874.       |
|                | Rohrplastik „Zugvögel“                    | Beethovenstraße 32–34, Schule 51° 10′ 49,5″ N, 6° 55′ 56,1″ O                                   | Leonhard Nienartowicz (1924–1995)                                 |           | |
|                | Mikado                                    | Benrather Straße 32a, Wilhelm-Fabry-Museum 51° 10′ 5″ N, 6° 55′ 39,2″ O                         | Fritz Pietz (* 1950)                                              | 2000      | Das Werk entstand im Rahmen einer von Fritz Pietz am 23. Juni 2000 im Wilhelm-Fabry-Museum durchgeführten Kinderaktion. |
|                | Hommage an Wilhelm Fabry, Knochenskulptur | Benrather Straße 32a, Wilhelm-Fabry-Museum 51° 10′ 5″ N, 6° 55′ 39,2″ O                         | - Berthold Welter (* 1959), - Jochen Schwab (1950–2015)           | 2010      | Geburtstagsgeschenk aus Stein |
|                | Plastik: Aufgehende Sonne                 | Ellen-Wiederhold-Platz 51° 10′ 11,7″ N, 6° 56′ 9,7″ O                                           | Petr Hartmann                                                     | 2005      | |
|                | Bohrmaschine                              | Forststraße 37 51° 10′ 8,6″ N, 6° 54′ 8,6″ O                                                    |                                                                   |           | |
|                | Sägeblätter mit Haken                     | Forststraße 73, QQ Tec 51° 10′ 13,4″ N, 6° 54′ 7,3″ O                                           |                                                                   |           | |
|                | QQ Tec Skulpturengarten                   | Forststraße 90, QQ Tec Skulpturengarten 51° 10′ 13,4″ N, 6° 54′ 8,3″ O                          |                                                                   |           | |
|                | Blütenform                                | Gerresheimer Straße 20, Weiterbildungszentrum Altes Helmholtz 51° 10′ 15,8″ N, 6° 55′ 47,9″ O   | Julius Wimmer (1932–2021)                                         | 2004      | Blütenform – Kühle Ästhetik Eine rund 2,50 Meter hohe, stilisierte Blüte aus Edelstahl steht vor dem Weiterbildungszentrum „Altes Helmholtz“ in der Gerresheimer Straße. Der Bildhauer Julius Wimmer hat für die Blütenblätter klare, symmetrisch geordnete Formen gewählt, die einen spitz zulaufenden Blütenstab im Inneren umschließen. Die glänzende Skulptur mutet fast wie ein heraldisches Zeichen an. Vor dem denkmalgeschützten Schulbau aus Wilhelminischer Zeit bildet das Werk einen Blickfang, der trotz aller modernen Ästhetik mit dem Bau harmoniert. |
|                | Windwegweiser                             | Gerresheimer Straße 97, Kreisverkehr 51° 10′ 34,7″ N, 6° 55′ 38,4″ O                            | Inge Welsch (1935–2024)                                           | 2002      | Windwegweiser (Holz, Metall, Farbe) – Abstrakte Wetterfahne Für die Verkehrsinsel an der Gerresheimer Straße schuf die Monheimer Künstlerin Inge Welsch als Siegerin eines städtischen Wettbewerbs eine farbenfrohe Skulptur aus lackiertem Holz und Metall. Das altbekannte Symbol der Wetterfahne wird hier aufgenommen und abstrahiert. So ist der „Wetterhahn“ nur noch durch organische Formen angedeutet. Der Wind bewegt die Skulptur, so dass sie als Symbol dynamischer Mobilität gedeutet werden kann. - Inge Welsch Werke: |
|                | Drei Turner                               | Grünstraße 4, Stadtwerke Hilden Arena 51° 10′ 3,6″ N, 6° 56′ 59,3″ O                            | Leonhard Nienartowicz (1924–1995)                                 | 1960      | Sportler (Stahlrohr-Mosaik) – Dynamische Piktogramme Drei stilisierte Sportler turnen auf der Fassade der Stadtwerke Hilden Arena. Die Gruppe von Leonhard Nienartowicz überzeugt durch die Reduktion auf geometrische Formen, durch ihre klare Komposition und den Ausdruck von Bewegung und Dynamik. Bei zwei Figuren ist sogar der Kopf abgelöst und als Kreis bzw. Ball dargestellt. Komplementär sind für die linke Figur strahlend grüne ungleichmäßige Mosaiksteine und für die rechte Figur rote Steine gewählt. Ursprünglich schuf Nienartowicz das Kunstwerk für die Turnhalle des ehemaligen städtischen Helmholtz-Gymnasiums an der Gerresheimer Straße. Dann schmückte sie die Fassade der Ende 2012 abgerissenen Fabricius-Turnhalle an der Lindenstraße. |
|                | Eckige Plastik                            | Hochdahler Straße 65 Ecke Hummelsterstraße 51° 10′ 23,2″ N, 6° 56′ 25,1″ O                      |                                                                   |           | |
|                | Wächter                                   | Hochdahler Straße 280, Institut für öffentliche Verwaltung NRW 51° 11′ 5,8″ N, 6° 56′ 21,3″ O   | Inge Welsch (1935–2024)                                           | 1995      | - Inge Welsch Werke: - Inge Welsch Biographie - Inge Welsch: Der Wächter |
|                | Schmetterlinge                            | Hofstraße 14a, Haus im Stadtpark (Kindergarten Itterbonbon) 51° 9′ 59,8″ N, 6° 55′ 47″ O        | Dirk-Udo Kapellusch                                               | 2000      | |
|                | Fachwerk-Sonnenuhr                        | Hofstraße 6, Haus Hildener Künstler 51° 9′ 59,4″ N, 6° 55′ 49,7″ O                              |                                                                   |           | |
|                | Transfers                                 | Stadtpark, Hofstraße 6, Haus Hildener Künstler, Skulpturengarten 51° 9′ 59,4″ N, 6° 55′ 49,7″ O | Bernd Engberding                                                  | 2023      | Das Konzept entstand als Sinnbild eines Transfers zwischen Ländern und Kulturen. Darüber hinaus als Metapher für die Verschränkung von Vergangenheit und Zukunft. Das aktuelle Projekt ist eine Arbeit aus gebrauchtem Material mit Spuren einer eigenen Vergangenheit. |
|                | Raumgreifen 74                            | Stadtpark, Hofstraße 6, Haus Hildener Künstler, Skulpturengarten 51° 9′ 59,4″ N, 6° 55′ 49,7″ O | Berthold Welter                                                   | 2023      | Der Mikrokosmos, der Blick durch ein Mikroskop, ist es, was mich immer wieder begeistert. Auch wenn diese für uns nicht sichtbaren Lebensformen manchmal ein Problem für uns Menschen darstellen, siehe Corona, so ist ihre Erscheinungsform doch oft hochästhetisch. Diese Welt inspiriert mich bei meinen Arbeiten. Eine naturgetreue Abbildung zu schaffen besitzt für mich keinen Reiz, eine Emotion zu erzeugen schon. In diesem Sinne sind meine Arbeiten aus der Reihe „Raumgreifen“ zu verstehen, nicht immer schön, dafür oft ambivalent. |
|                | Nach innen                                | Stadtpark, Hofstraße 6, Haus Hildener Künstler, Skulpturengarten 51° 9′ 59,4″ N, 6° 55′ 49,7″ O | Eva Augusiak                                                      | 2023      | Inspiriert von der Ausstrahlung des Ortes im Bunker laden die Skulpturen dazu ein, im zweifachen Sinne nach innen zu schauen. |
|                | Schwebende Fantasie Wesen                 | Stadtpark, Hofstraße 6, Haus Hildener Künstler, Skulpturengarten 51° 9′ 59,4″ N, 6° 55′ 49,7″ O | Gabriele Mai-Schmidt                                              | 2023      | Ein Garten ist ein Ort der Entspannung. Deshalb habe ich kleine Fantasiewesen konzipiert, die zwischen Bäumen, Büschen und Blumen „schweben“. Sie helfen uns, zu träumen und die Natur des Gartens zu genießen. |
|                | Gleichklang                               | Stadtpark, Hofstraße 6, Haus Hildener Künstler, Skulpturengarten 51° 9′ 59,4″ N, 6° 55′ 49,7″ O | Gabriele-Tone Mysen                                               | 2023      | Zwei 6-seitige Pyramiden werden von einem Würfel miteinander verbunden. |
|                | Die Robe                                  | Stadtpark, Hofstraße 6, Haus Hildener Künstler, Skulpturengarten 51° 9′ 59,4″ N, 6° 55′ 49,7″ O | Gerd Clemens                                                      | 2020/2022 | Die Skulptur „Die Robe“ zeigt schon im Namen die Vorgehensweise. Sie ist zeitlich versetzt entstanden, der Körper vor etwa 3 Jahren in Düsseldorf, die endgültige Fassung im letzten Jahr in Trier, EKA. Der Anlass war die Situation im Iran, verbunden mit der Hoffnung, dass das Kopftuch fliegen lernen kann. Der schräge Unterbau soll unterstreichen, dass die gegebene Situation sich verändern könnte |
|                | Raus II                                   | Stadtpark, Hofstraße 6, Haus Hildener Künstler, Skulpturengarten 51° 9′ 59,4″ N, 6° 55′ 49,7″ O | Gisela Gelzhäuser                                                 | 2023      | Die Thematik: Tod, Schmerz, Einsamkeit, Freiheit, Angst, Verantwortung ... sind die klassischen Themen des Existenzialismus. Diese Themen werden sichtbar und erlebbar gemacht. Kunst bedeutet, Begegnung mit Vertrautem, mit Fremdem, mit Anderem, mit sich selbst. |
|                | Versteckter Wadenbeißer im flachen Wasser | Stadtpark, Hofstraße 6, Haus Hildener Künstler, Skulpturengarten 51° 9′ 59,4″ N, 6° 55′ 49,7″ O | Gruppe Lachsfarbe (Hubertus Knopff *1950, Heinz-Uwe Schorn *1956) | 2023      | Zwei Definitionen für den Wadenbeißer lassen sich finden. Eine Person, die 1. sich in eine Sache verbeißt, an ihr dran bleibt und 2. einer anderen Person unterlegen ist und sie trotzdem aggressiv angreift. Unter dem Plattfisch taucht der Wadenbeißer auf. |
|                | Der Schütze                               | Stadtpark, Hofstraße 6, Haus Hildener Künstler, Skulpturengarten 51° 9′ 59,4″ N, 6° 55′ 49,7″ O | Hans Peter Wehage                                                 | 2023      | Bei der Skulptur soll jedes Teil vom Betrachter noch erkannt werden als das, was es ursprünglich war und erst in der Kombination ergibt sich ein völlig neues Erscheinungsbild. |
|                | Goldwaage                                 | Stadtpark, Hofstraße 6, Haus Hildener Künstler, Skulpturengarten 51° 9′ 59,4″ N, 6° 55′ 49,7″ O | Helmut Brinkmann                                                  | 2023      | In Zeiten von „political correctness“, „me too“, LBTGQ, Genderisierung, culturel appropriation, reichen herkömmliche einjustierte Goldwaagen für Worte nicht mehr aus. |
|                | Welle                                     | Stadtpark, Hofstraße 6, Haus Hildener Künstler, Skulpturengarten 51° 9′ 59,4″ N, 6° 55′ 49,7″ O | Ingrid Handzlik                                                   | 2023      | Die Welle ist eine Form, von Kommen und Gehen, als Bewegung des Lebens. Die Bearbeitungsspuren im Stein gehauen, beeinflussen die Spannung der Flächen. Durch den Wechsel von Licht und Schatten wird die Skulptur im Raum plastisch wahrgenommen. Haptische Reize erzeugen das Bedürfnis die Skulptur zu begreifen. |
|                | Große Vögel                               | Stadtpark, Hofstraße 6, Haus Hildener Künstler, Skulpturengarten 51° 9′ 59,4″ N, 6° 55′ 49,7″ O | Marianne Roetzel                                                  | 2023      | Auf den ersten Blick wirken sie überraschend, vielleicht auch beängstigend wegen ihrer Größe. Bei näherem Hinsehen sind diese Vögel aber sehr ruhig, stehen da wie selbstverständlich beobachtend. Wir kennen Vögel, lieben und bewundern sie, hier aber erscheint das Gewohnte befremdend. Das ist das Thema. |
|                | Lichtblick                                | Stadtpark, Hofstraße 6, Haus Hildener Künstler, Skulpturengarten 51° 9′ 59,4″ N, 6° 55′ 49,7″ O | Ursi Busch                                                        | 2023      | Bei der Technik des Glasfusings wird geschnittenes Glas kunstvoll zusammengefügt und mit gemahlenem Glas farbig gestaltet. Dann wird es bei hohen Temperaturen im Ofen verschmolzen. Das Holzbrett aus einem alten Apfelbaum umschmiegt das Glas, gibt ihm einen natürlichen Rahmen, verbindet beide Materialien zu einer harmonischen Einheit. |
|                | Radiolarie                                | Stadtpark, Hofstraße 6, Haus Hildener Künstler, Skulpturengarten 51° 9′ 59,4″ N, 6° 55′ 49,7″ O | Ute Augustin-Kaiser                                               | 2023      | Die Natur als Gestaltungsinspirationen dient für dreidimensionale, transparenten Strukturen, aus Keramik. |
|                | Hunger                                    | Stadtpark, Hofstraße 6, Haus Hildener Künstler, Skulpturengarten 51° 9′ 59,4″ N, 6° 55′ 49,7″ O | Uwe Schaale                                                       | 2023      | Hunger ist ein elementares Menschheitsproblem. Das gilt auch für Menschen, die Hunger nie erlebt haben. Die Vorstellung Stein und Sand essen zu müssen, steht für die Qual nichts zu essen zu haben. |
|                | Mobile 01/2019                            | Stadtpark, Hofstraße 6, Haus Hildener Künstler, Skulpturengarten 51° 9′ 59,4″ N, 6° 55′ 49,7″ O | Wolfgang Kühn                                                     | 2023      | Kinetische Objekte haben durch ihre Bewegung eine ganz besondere Faszination. Mit dem Objekt MO-01/2019 wurde ein großes Mobile entwickelt, das trotz seines erheblichen Gewichts dem Betrachter optisch leicht und dynamisch erscheint. |
|                | Mauerblick                                | Stadtpark, Hofstraße 6, Haus Hildener Künstler, Skulpturengarten 51° 9′ 59,4″ N, 6° 55′ 49,7″ O | Wolfgang Sendermann                                               | 2023      | Die Mauer ist Schutz, aber auch Abschottung. Deshalb ist es wichtig, den Blick durch die Mauer zu haben, die bunte Vielfalt hinter der Mauer zu sehen und offen für das zu Sehende zu sein. |
|                | Stanze-Gewerbepark Süd                    | Hofstraße 64, Gewerbepark 51° 9′ 41,6″ N, 6° 55′ 49″ O                                          |                                                                   |           | |
|                | Wildschweine                              | Hofstraße 91 51° 9′ 31,8″ N, 6° 55′ 53,2″ O                                                     |                                                                   |           | |
|                | Engel                                     | Hülsenstraße Ecke Im Hock 51° 10′ 18,3″ N, 6° 54′ 6,2″ O                                        | Willy L. Bitter (* 1936)                                          | 2000      | Das Werk entstand im Hildener Kulturjahr 2000 im Rahmen der Aktion „Stadttore“. |
|                | Stanze Itterstraße                        | Itterstraße 14, vor Fa. Brüninghaus & Drissner 51° 9′ 57″ N, 6° 55′ 37,8″ O                     |                                                                   |           | |
| weitere Bilder | Stele                                     | Klusenstraße 32 51° 9′ 25,2″ N, 6° 56′ 9,7″ O                                                   |                                                                   |           | |
| [ 37 ]         | Silhouette                                | Mittelstraße 44, Sparkasse HRV 51° 10′ 9,1″ N, 6° 56′ 7,5″ O                                    | Christoph Mancke (* 1953)                                         | 2010      | Silhouette |
| [ 37 ]         | Grundstein                                | Mittelstraße 44, Sparkasse HRV 51° 10′ 9,1″ N, 6° 56′ 7,5″ O                                    | Christoph Mancke (* 1953)                                         | 2010      | Christoph Mancke Grundstein |
|                | Trieur                                    | Mühle 64 51° 10′ 14,2″ N, 6° 56′ 35″ O                                                          |                                                                   |           | |
|                | Radiatorplatten                           | Mühlenbachweg 28 51° 10′ 14,5″ N, 6° 56′ 42,3″ O                                                |                                                                   |           | |
|                | Zwei Bündelungen & Kreisfläche & Baum     | Neustraße 60, vor Finanzamt Hilden 51° 9′ 53,5″ N, 6° 55′ 45,1″ O                               | Ansgar Nierhoff (1941–2010)                                       | 1993      | Ein gebrannter Ring von 13,60 m Durchmesser, ins Pflaster eingelassen, 11 gebündelte Zylinder (außerhalb des Rings) und 13 Quader (innerhalb des Rings), freiformgeschmiedet, je 400 cm hoch. Das Basaltsteinpflaster ist innerhalb des Kreises anders ausgerichtet. Nachträglich wurde eine Kastanie als Solitär und Pedant zum gegenüberliegenden Stadtpark auf dem Platz gepflanzt. |
|                | Drahtzieher                               | Neustraße 69, vor Fa. Kocks 51° 9′ 53,7″ N, 6° 55′ 51,8″ O                                      |                                                                   |           | |
|                | Altstadt von Nové Mesto nad Metuji        | Nové-Mesto-Platz 15 51° 10′ 10,6″ N, 6° 55′ 59,6″ O                                             | Petr Novák (* 1957)                                               | 1993      | Altstadt von Nové Město nad Metují (Sandstein / Bronze) – Stilisierte Partnerstadt Eine kleine, stilisierte Festung aus Bronze steht auf einer Sandsteinstele rechts am Eingang zum Nové-Mesto-Platz, wenn man diesen vom Markt kommend betritt. Die Arbeit des tschechischen Bildhauers Petr Novák verweist auf Hildens Partnerstadt. Die Partnerschaft wird durch eingemeißelte Stadtnamen auf dem Sandstein gewürdigt. Burgtürme und kubistische Häuser sind dicht aneinandergedrängt, die Stele fungiert als Berg für die Festung. |
|                | Spirale                                   | Stadtpark, Ausgang Proactiv-Platz 51° 9′ 57,1″ N, 6° 55′ 50″ O                                  |                                                                   |           | |
|                | Spinnerin                                 | Walder Straße 13, Ecke Mühlenhof 51° 10′ 9,2″ N, 6° 56′ 33,1″ O                                 |                                                                   |           | |
|                | Stifte                                    | Walder Straße 51, vor Sato Europe 51° 10′ 5,6″ N, 6° 57′ 49,5″ O                                |                                                                   |           | |
|                | Tanz in der Pyramide                      | Warringtonplatz 14 51° 10′ 2,7″ N, 6° 56′ 7″ O                                                  | Willy L. Bitter (* 1936)                                          | 1998      | Menschenpyramide (Stahl, 1999) Tanzende Linien-Figuren Die schlanke, rund elf Meter hohe, hellblaue Rohrkonstruktion reckt sich auf dem Kleinen Warringtonplatz wie ein Finger in den Himmel. In der Pyramide sind auf zwei Ebenen tanzende „Linien-Figuren“ , geschweißte „Strichmännchen“ , die fast schwerelos erscheinen. Während sich auf der unteren Ebene eine fünfköpfige Gruppe tummelt, tanzt weiter oben ein Paar Richtung Himmel. Bitter interpretiert Pyramiden als Zeichen von Wohlstand und Frieden: „Seit der Antike zieren sie Städte, so auch diese Stadt, dass die Lebenslust durch tanzende Figuren symbolisch deutlich wird und die ganze Welt sich darin widerspiegelt“ .                                                                         |

## Kunstwerke an Fassaden
Diese Seiten geben einen Überblick über 200 Kunstwerke an Fassaden im Gebiet der Stadt Hilden, die öffentlich zugänglich sind.

### Graffiti
| Foto           | Name                                                                    | Standort Lage                                                                    | Künstler                                 | Datierung | Beschreibung |
| -------------- | ----------------------------------------------------------------------- | -------------------------------------------------------------------------------- | ---------------------------------------- | --------- | ------------ |
|                | Schaltschrank mit Graffiti: „Marienkäfer“                               | Am Anger 16 51° 9′ 4,3″ N, 6° 56′ 58,5″ O                                        |                                          |           |              |
| weitere Bilder | Fassaden-Graffiti: Am Bandsbusch, S-Bahn Mauer                          | Am Bandsbusch, S-Bahn Mauer 51° 9′ 51,6″ N, 6° 57′ 3,4″ O                        |                                          |           |              |
|                | Fassaden-Graffiti: Am Boverhaus, Autobahnunterführung am Südfriedhof    | Am Boverhaus, Autobahnunterführung am Südfriedhof 51° 9′ 42,5″ N, 6° 57′ 34,5″ O |                                          |           |              |
|                | Fassaden-Graffiti: Gürteltier                                           | Am Lindenplatz 4 51° 9′ 48″ N, 6° 56′ 21,5″ O                                    | Dominik Hebestreit = Big Birne (* 1979)  | 2016      |              |
|                | Fassaden-Graffiti: Autobahnunterführung An der Bibelskirch              | An der Bibelskirch, Autobahnunterführung 51° 11′ 2,7″ N, 6° 56′ 41,7″ O          |                                          |           |              |
|                | Fassaden-Graffiti: S-Bahn                                               | Baustraße Unterführung 51° 9′ 51,3″ N, 6° 56′ 58,6″ O                            | Olle                                     | 2015      |              |
|                | Fassaden-Graffiti: Fisch                                                | Baustraße Unterführung 51° 9′ 51,3″ N, 6° 56′ 58,6″ O                            | Kayokayo                                 | 2016      |              |
|                | Fassaden-Graffiti: Halloween                                            | Baustraße Unterführung 51° 9′ 51,3″ N, 6° 56′ 58,6″ O                            |                                          | 2016      |              |
|                | Fassaden-Graffiti: Herz                                                 | Baustraße Unterführung 51° 9′ 51,3″ N, 6° 56′ 58,6″ O                            |                                          | 2016      |              |
|                | Fassaden-Graffiti: Letzte Ausfahrt Hilden                               | Berliner Straße 4 51° 10′ 6,3″ N, 6° 55′ 46,3″ O                                 | Juan Garcia Milo, Cuba und Klaus Klinger | 1997      |              |
|                | Schaltschrank mit Graffiti: „Rockstar“                                  | Berliner Straße Ecke Gerresheimer Straße 51° 10′ 10,7″ N, 6° 55′ 52,4″ O         |                                          |           |              |
|                | Schaltschrank mit Graffiti „Elvis“,                                     | Berliner Straße Ecke Schwanenstraße 51° 10′ 10,1″ N, 6° 55′ 52,6″ O              |                                          |           |              |
|                | Fassaden-Graffiti: Garage Erxleben                                      | Dorothea-Erxleben-Straße 51° 10′ 13,4″ N, 6° 55′ 44,3″ O                         |                                          |           |              |
|                | Lucky Luke und die Daltons                                              | Dorotheen-Park, Wendeplatte 51° 9′ 17,9″ N, 6° 54′ 30,4″ O                       |                                          |           |              |
|                | Fassaden-Graffiti:Theodor-Heuss-Schule 1                                | Furtwänglerstraße 2 51° 11′ 5,8″ N, 6° 55′ 57,3″ O                               |                                          |           |              |
|                | Fassaden-Graffiti:Theodor-Heuss-Schule 2                                | Furtwänglerstraße 2 51° 11′ 5,8″ N, 6° 55′ 57,3″ O                               |                                          |           |              |
|                | Fassaden-Graffiti:Theodor-Heuss-Schule 3                                | Furtwänglerstraße 2 51° 11′ 5,8″ N, 6° 55′ 57,3″ O                               |                                          |           |              |
|                | Fassaden-Graffiti:Theodor-Heuss-Schule 4                                | Furtwänglerstraße 2 51° 11′ 5,8″ N, 6° 55′ 57,3″ O                               |                                          |           |              |
|                | Golfspieler mit Golfwagen                                               | Gerhart-Hauptmann-Hof 51° 9′ 38,4″ N, 6° 56′ 23,5″ O                             |                                          |           |              |
|                | Schaltkasten mit Wolken                                                 | Heerstraße 55 51° 10′ 19,2″ N, 6° 55′ 30″ O                                      |                                          |           |              |
|                | Fassaden-Graffiti: Lust auf Leben                                       | Heiligenstraße 17 51° 9′ 57,6″ N, 6° 56′ 17,3″ O                                 |                                          |           |              |
|                | Fassaden-Graffiti: Lust auf Leben, Detail                               | Heiligenstraße 17 51° 9′ 53,5″ N, 6° 56′ 19,9″ O                                 |                                          |           |              |
|                | Fassaden-Graffiti: Heiligenstraße 53                                    | Heiligenstraße 53 51° 9′ 57,5″ N, 6° 56′ 19,9″ O                                 |                                          |           |              |
|                | Gemälde mit Wolf                                                        | Herderstraße 2 51° 10′ 34,4″ N, 6° 55′ 19,5″ O                                   |                                          |           |              |
|                | Fassaden-Graffiti: Hochdahler Str 280-2014-2                            | Hochdahler Straße 280 51° 11′ 2,5″ N, 6° 56′ 19″ O                               |                                          | 2014      |              |
|                | Fassaden-Graffiti: Hochdahler Str 280 – 2014-3                          | Hochdahler Straße 280 51° 11′ 1,7″ N, 6° 56′ 19,7″ O                             |                                          | 2014      |              |
|                | Fassaden-Graffiti: Hochdahler Str 280 – 2014-4                          | Hochdahler Straße 280 51° 11′ 1,3″ N, 6° 56′ 20,1″ O                             |                                          | 2014      |              |
|                | Fassaden-Graffiti: Hochdahler Str 280 – 2014- 6                         | Hochdahler Straße 280 51° 11′ 0,5″ N, 6° 56′ 20,7″ O                             |                                          | 2014      |              |
|                | Graffiti an der Wiese Hofstraße, Abschnitt-4 Kirschen                   | Hofstraße 84 51° 9′ 35,2″ N, 6° 55′ 44,6″ O                                      |                                          |           |              |
|                | Graffiti an der Wiese Hofstraße, Abschnitt-4 Kinder                     | Hofstraße 84 51° 9′ 35,2″ N, 6° 55′ 44,6″ O                                      |                                          |           |              |
| weitere Bilder | Graffiti an der Wiese Hofstraße, Abschnitt-7 Porsche                    | Hofstraße 84 51° 9′ 35,2″ N, 6° 55′ 44,6″ O                                      |                                          |           |              |
|                | Schaltschrank: Hoffeldstraße                                            | Hoffeldstraße, Ecke Bogenstraße 51° 10′ 28,7″ N, 6° 56′ 5,4″ O                   |                                          |           |              |
|                | Fassaden-Graffiti: SPE-Mühle, Am Jugendclub                             | Mühle 20 51° 10′ 18,1″ N, 6° 56′ 53,4″ O                                         |                                          |           |              |
|                | Schaltschrank mit Graffiti: „Junge mit dem schwarzen Haar“              | Richrather Straße 172 vor REWE 51° 9′ 16,9″ N, 6° 56′ 23,8″ O                    |                                          |           |              |
|                | Schaltschrank mit Graffiti: „Astrid-Lindgren-Schule“                    | Richrather Straße 186 51° 9′ 14″ N, 6° 56′ 24,1″ O                               |                                          |           |              |
|                | Schaltschrank mit Graffiti: „Astrid-Lindgren-Schule, Pippi Langstrumpf“ | Richrather Straße 186 51° 9′ 14″ N, 6° 56′ 24,1″ O                               |                                          |           |              |
|                | Fassaden-Graffiti: Richrather Straße 258                                | Richrather Straße 258 51° 8′ 52,7″ N, 6° 56′ 25,6″ O                             |                                          |           |              |
|                | Fassaden-Graffiti: Fröhlichkeit, Sonne, Tanz und Musik-1                | St.-Konrad-Allee 45 51° 9′ 25,1″ N, 6° 56′ 31,1″ O                               | Dominik Hebestreit                       | 2003      |              |
|                | Fassaden-Graffiti: Fröhlichkeit, Sonne, Tanz und Musik-2                | St.-Konrad-Allee 45 51° 9′ 25,1″ N, 6° 56′ 31,1″ O                               | Dominik Hebestreit                       | 2003      |              |
|                | Fassaden-Graffiti: Fröhlichkeit, Sonne, Tanz und Musik-3                | St.-Konrad-Allee 45 51° 9′ 25,1″ N, 6° 56′ 31,1″ O                               | Dominik Hebestreit                       | 2003      |              |
|                | Schaltschrank mit Graffiti: Stadtpark am Minigolfplatz                  | Stadtpark Eingang Finanzamt 51° 9′ 54,5″ N, 6° 55′ 45,8″ O                       |                                          |           |              |
|                | Schaltschrank mit Graffiti: „Polarlicht“                                | Uhlandstraße 37 51° 9′ 38,2″ N, 6° 55′ 57,9″ O                                   | Marc Sierkermann                         | 2013      |              |
|                | Schaltschrank mit Graffiti: Tintenfass                                  | Walder Straße, Ecke Henkenheide 51° 10′ 4,3″ N, 6° 57′ 45,9″ O                   |                                          |           |              |
|                | Fassaden-Graffiti: Der Bärtige                                          | Walder Straße 285, Fußweg neben Aldi-Markt 51° 10′ 4,9″ N, 6° 58′ 13,4″ O        |                                          |           |              |
|                | Fassaden-Graffiti: Affe                                                 | Walder Straße 285, Fußweg neben Aldi-Markt 51° 10′ 4,9″ N, 6° 58′ 13,4″ O        |                                          |           |              |
|                | Fassaden-Graffiti: Gelehrte                                             | Walder Straße 285, Fußweg neben Aldi-Markt 51° 10′ 4,9″ N, 6° 58′ 13,4″ O        |                                          |           |              |
|                | Fassaden-Graffiti: Margarethenhof Plan B                                | Walder Straße 287 51° 10′ 4,6″ N, 6° 58′ 15,1″ O                                 | Dominik Hebestreit                       | 2006      |              |

### Reliefs
| Foto           | Name                                        | Standort Lage                                                               | Künstler                                                 | Datierung    | Beschreibung |
| -------------- | ------------------------------------------- | --------------------------------------------------------------------------- | -------------------------------------------------------- | ------------ | --- |
|                | Mutter mit Kindern                          | Albert-Schweitzer-Weg 2 51° 9′ 47,4″ N, 6° 56′ 10,1″ O                      | Hans Peter Feddersen (1905–1998)                         |              | |
|                | Bärtiger Jüngling                           | Benrather Straße 8 51° 10′ 4,1″ N, 6° 55′ 48,8″ O                           |                                                          |              | Aus einem runden Medaillon schaut die Büste eines bärtigen Jünglings, im Hintergrund eine Muschel. |
|                | Frau mit Diadem                             | Benrather Straße 8 51° 10′ 4,1″ N, 6° 55′ 48,8″ O                           |                                                          |              | Aus einem runden Medaillon schaut die Büste einer jungen Frau mit Diadem im Haar, im Hintergrund eine Muschel. |
|                | Frühling                                    | Benrather Straße 20, Fassade Berliner Straße 51° 10′ 5,5″ N, 6° 55′ 45,6″ O |                                                          | 1901         | Hahn und Hase zwischen Getreide mit Früchte tragendem Baum vor der aufgehenden Sonnen symbolisieren Frühling und Fruchtbarkeit. |
|                | Winter                                      | Benrather Straße 20 51° 10′ 5,5″ N, 6° 55′ 45,6″ O                          |                                                          | 1901         | Ein Wurzelgeist zwischen Kastanienzweigen symbolisiert die dunkle Jahreszeit. |
|                | Eule                                        | Benrather Straße 49a 51° 9′ 58,9″ N, 6° 55′ 30,9″ O                         |                                                          |              | Eine Eule steht zwischen blütenbesetztem Blattwerk. |
|                | Brüllender Männerkopf mit Löwenmähne        | Benrather Straße 52 51° 10′ 0,8″ N, 6° 55′ 34,9″ O                          |                                                          | 1875         | |
|                | Jünglings mit Handwerks- und Fabriksymbolen | Ellerstraße 6 51° 10′ 7,1″ N, 6° 55′ 42,8″ O                                |                                                          | 1897         | Der lorbeebekränzte Jünglingskopf steht über Spindel, Weberschiffchen und Zahnrad. Hier zeigt sich der Übergang vom Weberhandwerk zur Textilindustrie. Die Spindel steht gleichfalls für den Namen des Textilindustriellen Paul Spindler, der die Villa erbauen ließ.  |
|                | Kopf einer jungen Frau mit Goldhelm         | Ellerstraße 7 51° 10′ 7,7″ N, 6° 55′ 39,3″ O                                |                                                          |              | |
|                | Bärtiges Männergesicht                      | Ellerstraße 13a 51° 10′ 9,5″ N, 6° 55′ 36,6″ O                              |                                                          |              | Blattartig ausgeformtes, maskenhaftes, bärtigs Männergesicht |
|                | Wappenschild mit Schlangen                  | Ellerstraße 13a 51° 10′ 9,5″ N, 6° 55′ 36,6″ O                              |                                                          |              | Vier stilisierte Schlangen mit grimmigem Blick umsäumen ein zentrales Wappenschild |
|                | Wappen mit Spruchband                       | Ellerstraße 14 51° 10′ 8,3″ N, 6° 55′ 40,5″ O                               |                                                          |              | Von Laub umsäumtes, unvollständiges Stadtwappen mit Spruchband. Es fehlen Türme auf der Mauerkrone, Wechselzinnenbalken, Sichel und Zahnrad. |
|                | Goldene Sonne                               | Ellerstraße 16 51° 9′ 37,1″ N, 6° 55′ 40,1″ O                               |                                                          | 1903         | Ein goldbelegter Sonnenkranz mit -strahlen krönt den welligen Spitzgiebel des Hauses |
|                | Blume                                       | Ellerstraße 37 51° 10′ 12″ N, 6° 55′ 28,7″ O                                |                                                          | nach 1900    | Eine Topfpflanze mit schöner Blüte und üppigem Blattwerk krönt ein Fenster. |
|                | Stadtwappen Hilden                          | Ellerstraße 37 51° 10′ 12″ N, 6° 55′ 28,7″ O                                |                                                          | nach 1900    | Dem von üppigem Blattwerk umgebenen und seitenverkehrten Stadtwappen fehlen Mauerkrone und Wechselzinnenbalken. Form und Farben entsprechen ebenfalls nicht der amtlichen Version.                                                                                     |
|                | Jakobsmuschel                               | Feldstraße 9 51° 10′ 6,9″ N, 6° 55′ 34,9″ O                                 |                                                          | 1902         | Auf der Vorderseite einer großen Kreisscheibe sitzt die Jakobsmuschel auf dem Spitzgiebel des Hauses. |
|                | Handwerkerzeichen Schreiner                 | Gerresheimer Straße 10 51° 10′ 13,1″ N, 6° 55′ 49,8″ O                      |                                                          | 1903         | |
|                | Greife                                      | Gerresheimer Straße 12 51° 10′ 13,5″ N, 6° 55′ 49,6″ O                      |                                                          |              | Zwei Grreife mit blattartig ausgeformten Federn halten ein Wappenschild. |
|                | Bauer und Müller                            | Gerresheimer Straße 15 51° 10′ 13,2″ N, 6° 55′ 48,3″ O                      |                                                          |              | Bauer mit Sense und Müller mit Mühlrad Arm in Arm |
|                | Sonnengiebel                                | Gerresheimer Straße 16 51° 10′ 14,1″ N, 6° 55′ 49″ O                        |                                                          | 1903         | |
|                | Wappen 1903                                 | Gerresheimer Straße 16 51° 10′ 14,1″ N, 6° 55′ 49″ O                        |                                                          | 1903         | Von Blattwerk mit Früchten umrankter Wappenschild |
|                | Pflanz- und Pflegegefäß                     | Gerresheimer Straße 20, Altes Helmholtz 51° 10′ 16″ N, 6° 55′ 49,3″ O       |                                                          | 1914         | „In schwerer, waffenstarrender Zeit ward dies Haus erbaut, eine Pflanz- und Pflegestätte deutschen Geistes, der allein unser Volk groß und stark erhalten kann“. |
|                | Medusa                                      | Gerresheimer Straße 27 51° 10′ 16″ N, 6° 55′ 46,2″ O                        |                                                          | 1914–1915    | |
|                | Orientale                                   | Gerresheimer Straße 154 51° 10′ 42,1″ N, 6° 55′ 37,7″ O                     |                                                          |              | Orientalisch verschleiertes Männergesicht von schlangenartigen Verzierungen umgeben |
|                | Willkommensspruch                           | Hagelkreuzstraße 6 51° 9′ 52,7″ N, 6° 56′ 7,6″ O                            |                                                          |              | Von Blumen und Zweigen umgebener Willkommensspruch über der Haustür „Von Hass und Neid befreit tritt ein, dass ich dich grüsse!“ |
|                | Ernte                                       | Heiligenstraße 9 51° 10′ 5,9″ N, 6° 56′ 11,4″ O                             |                                                          |              | In einem runden Medaillon dargestelltes Liebespaar bei der Getreideernte, beobachtet von der Mutter |
|                | Jagd                                        | Heiligenstraße 9 51° 10′ 5,9″ N, 6° 56′ 11,4″ O                             |                                                          |              | In einem runden Medaillon dargestellter Jäger, der mit seinem Hund zu Frau und Kind zurückkehrt |
|                | Muschel                                     | Heiligenstraße 29 51° 10′ 2,3″ N, 6° 56′ 13,7″ O                            |                                                          | 1863         | Von Seerosenblüten umrankte Muschel über der Haustür |
|                | Keramikplatten „Kunstseide“                 | Hofstraße 6, Haus Hildener Künstler 51° 9′ 59,5″ N, 6° 55′ 49,1″ O          | Hans Peter Feddersen (1905–1998), Kurt Bauer (1906–1981) | 1949         | Die von den beiden Baukreis-Künstlern Hans Peter Feddersen (1905–1968) und Kurt Bauer (1906–1981) geschaffenen Keramikplatten beschreiben den Herstellungsprozess von Kunstseide. Sie waren ursprünglich an einem Pförtnerhaus der Textilfabriken Spindler angebracht. |
|                | Rose                                        | Hofstraße 103 51° 9′ 32,4″ N, 6° 55′ 53,1″ O                                |                                                          |              | |
|                | Blütenform                                  | Hofstraße 120 51° 9′ 28,9″ N, 6° 55′ 53,8″ O                                |                                                          |              | |
|                | Bärtiger Männerkopf auf Säule               | Kirchhofstraße 18, Kolpinghaus 51° 10′ 3,7″ N, 6° 56′ 21,9″ O               |                                                          | 1908         | |
|                | Eule                                        | Kirchhofstraße 18, Kolpinghaus 51° 10′ 3,7″ N, 6° 56′ 21,9″ O               |                                                          | 1908         | |
|                | Geflügelter Drache                          | Kirchhofstraße 18, Kolpinghaus 51° 10′ 3,7″ N, 6° 56′ 21,9″ O               |                                                          | 1908         | |
|                | Katze                                       | Kirchhofstraße 18, Kolpinghaus 51° 10′ 3,7″ N, 6° 56′ 21,9″ O               |                                                          | 1908         | |
|                | Katzenkopf mit großen Ohren                 | Kirchhofstraße 18, Kolpinghaus 51° 10′ 3,7″ N, 6° 56′ 21,9″ O               |                                                          | 1908         | |
| weitere Bilder | Mädchenkopf                                 | Kirchhofstraße 18, Kolpinghaus 51° 10′ 3,7″ N, 6° 56′ 21,9″ O               |                                                          | 1908         | |
|                | Hildener Stadtwappen                        | Kirchhofstraße 73, Turmapotheke 51° 9′ 50,3″ N, 6° 56′ 22,8″ O              |                                                          | 1903         | Eines der ersten an einem Gebäude korrekt dargestelltes Hildener Stadtwappen, darüber zusätzlich ein mit Federbusch verzierter Ritterhelm |
|                | Dachdecker                                  | Kniebachweg 12 51° 8′ 49,3″ N, 6° 56′ 47″ O                                 |                                                          |              | |
|                | Fabelwesen 1                                | Mittelstraße 6, Reichshof 51° 10′ 9,4″ N, 6° 56′ 23,2″ O                    |                                                          |              | Gebäude 2014 abgerissen |
|                | Fabelwesen 2                                | Mittelstraße 6, Reichshof 51° 10′ 9,4″ N, 6° 56′ 23,2″ O                    |                                                          |              | Gebäude 2014 abgerissen |
| weitere Bilder | Fabelwesen 3                                | Mittelstraße 6, Reichshof 51° 10′ 9,4″ N, 6° 56′ 23,2″ O                    |                                                          |              | Gebäude 2014 abgerissen |
|                | Adler                                       | Mittelstraße 40, Bürgerhaus 51° 10′ 8,8″ N, 6° 55′ 35,1″ O                  | Ernst Paul Nebel (* 1874)                                | 1900         | Adler mit Krone als Zeichen der preußischen Staatsmacht, auf dem Brustschild eine Friedenstaube. |
|                | Narrenkopf                                  | Mittelstraße 40, Bürgerhaus 51° 10′ 8,8″ N, 6° 55′ 35,1″ O                  | Ernst Paul Nebel                                         | 1900         | Von den meisten Passanten unentdeckt sitzen zwei überdimensionale Narrenköpfe am Dach des einstigen Rathauses – rheinischer Frohsinn oberhalb der Amtsstuben. |
| weitere Bilder | Stadtwappen Hilden                          | Mittelstraße 40, Bürgerhaus 51° 10′ 8,8″ N, 6° 55′ 35,1″ O                  | Ernst Paul Nebel                                         | 1900         | Erste korrekte Darstellung des im Jahr 1900 genehmigten Stadtwappens an einem Gebäude |
|                | Handwerkszeichen: Klempner                  | Poststraße 17 51° 10′ 3,5″ N, 6° 55′ 32,1″ O                                |                                                          | 1903         | Der Erbauer des Hauses gehört zu einer über 100 Jahre ortsansässigen Klempnerfamilie. |
|                | Greifvogel im Ehrenkranz                    | Richrather Straße 1, Hagelkreuz 51° 9′ 53,3″ N, 6° 56′ 4,8″ O               |                                                          | 1905         | |
|                | Pferdekopf im Ehrenkranz                    | Richrather Straße 1, Hagelkreuz 51° 9′ 53,3″ N, 6° 56′ 4,8″ O               |                                                          | 1905         | |
|                | Palette                                     | Richrather Straße 1, Hagelkreuz 51° 9′ 53,3″ N, 6° 56′ 4,8″ O               |                                                          | 1905         | Rechteckiges Relief mit Palette, Leinwand, Pinseln und Malstock |
|                | Bierkrug                                    | Richrather Straße 1, Hagelkreuz 51° 9′ 53,4″ N, 6° 56′ 6″ O                 |                                                          | 1905         | Rechteckiges Reliefs mit Bierkrug, Laute und Hopfendolden |
|                | Weinkrug                                    | Richrather Straße 1, Hagelkreuz 51° 9′ 53,4″ N, 6° 56′ 6″ O                 |                                                          | 1905         | Rechteckiges Relief mit Weinkrug, Weinglas und Weinrebe mit Trauben |
|                | Sektflasche                                 | Richrather Straße 1, Hagelkreuz 51° 9′ 53,4″ N, 6° 56′ 6″ O                 |                                                          | 1905         | Rechteckiges Relief mit Sektflasche und Sektkelch |
|                | Bierfass                                    | Richrather Straße 1, Hagelkreuz 51° 9′ 53,4″ N, 6° 56′ 6″ O                 |                                                          | 1905         | Rechteckiges Relief mit Bierfass, Gerste und Hopfen |
| weitere Bilder | Geige                                       | Richrather Straße 1, Hagelkreuz 51° 9′ 53,4″ N, 6° 56′ 6″ O                 |                                                          | 1905         | Rechteckiges Relief mit Geige, Tamburin und Notenblatt |
|                | Wappen mit Rehbock                          | Richrather Straße 4, Hagelkreuz 51° 9′ 52″ N, 6° 56′ 5,6″ O                 |                                                          |              | Das von fruchtbehangenen Kiefernzweigen umgebene Wappen mit Mauerkrone zeigt im Profil den Kopf eines Rehbocks. |
|                | Jagdhund                                    | Richrather Straße 4, Hagelkreuz 51° 9′ 52″ N, 6° 56′ 5,6″ O                 |                                                          |              | Rechteckiger Rahmen mit im Gelände sitzenden Jagdhund |
|                | Bierkrug                                    | Richrather Straße 4, Hagelkreuz 51° 9′ 52″ N, 6° 56′ 5,6″ O                 |                                                          |              | Überschäumender Bierkrug auf einem Wappenschild |
|                | Dachdeckerzeichen                           | Richrather Straße 4, Hagelkreuz 51° 9′ 52″ N, 6° 56′ 5,6″ O                 |                                                          |              | Der erste Wirt des früheren Gasthauses „Zur goldenen Ecke“ entstammte einer heute noch in Hilden und Umgebung tätigen Dachdeckerfamilie. |
|                | Bärtiger Männerkopf                         | Richrather Straße 60 51° 9′ 42″ N, 6° 56′ 15,4″ O                           |                                                          |              | Bärtiger Männerkopf über Vogelschwingen am ehemaligen „Richrather Hof“ |
|                | Blumen über Sonne                           | Richrather Straße 60 51° 9′ 42″ N, 6° 56′ 15,4″ O                           |                                                          |              | |
|                | Ritter                                      | Richrather Straße 60 51° 9′ 42″ N, 6° 56′ 15,4″ O                           |                                                          |              | Ritter mit Schild, heruntergeklapptem Visir, gesäumt von zwei Wappen über dem Schriftzug „RICHRATHER HOF“ |
|                | Blumenmotiv                                 | Richrather Straße 60 51° 9′ 42″ N, 6° 56′ 15,4″ O                           |                                                          |              | |
|                | Medaillon mit Palette                       | Schulstraße 37 51° 9′ 57,8″ N, 6° 56′ 3,2″ O                                |                                                          | 1890         | |
|                | SALVE                                       | Schulstraße 37 51° 9′ 57,8″ N, 6° 56′ 3,2″ O                                |                                                          | 1890         | Schriftzug „SALVE“ über dem Hauseingang |
|                | Fürstenbüste                                | Schwanenstraße 17, Haus auf der Bech 51° 10′ 7,2″ N, 6° 55′ 53,2″ O         |                                                          | 1670/1675    | Es ist bislang ungeklärt, wen die Büste darstellt. |
|                | Frauenbüste                                 | Schwanenstraße 17, Haus auf der Bech 51° 10′ 7,2″ N, 6° 55′ 53,2″ O         |                                                          | 1670/1675    | Es ist bislang ungeklärt, wen die Büste darstellt. |
|                | Kopf eines Rehbocks                         | Schwanenstraße 18 51° 10′ 8,3″ N, 6° 55′ 53,9″ O                            |                                                          |              | |
|                | Frauenkopf                                  | Südstraße 3a 51° 9′ 57,7″ N, 6° 56′ 14,3″ O                                 |                                                          | um 1900      | |
|                | Malerpalette                                | Südstraße 3a 51° 9′ 57,7″ N, 6° 56′ 14,3″ O                                 |                                                          | um 1900      | |
|                | Frauenkopf im Profil                        | Südstraße 5 51° 9′ 57,6″ N, 6° 56′ 14″ O                                    |                                                          |              | |
|                | Maskenkopf                                  | Südstraße 5 51° 9′ 57,6″ N, 6° 56′ 14″ O                                    |                                                          |              | |
|                | Drache                                      | Südstraße 5 51° 9′ 57,6″ N, 6° 56′ 14″ O                                    |                                                          |              | |
|                | Blume                                       | Südstraße 7 51° 9′ 57,3″ N, 6° 56′ 13,2″ O                                  |                                                          |              | |
|                | Rose                                        | Südstraße 7 51° 9′ 57,3″ N, 6° 56′ 13,2″ O                                  |                                                          |              | |
|                | Pokalvase mit Blumen                        | Uhlandstraße 19 51° 9′ 40″ N, 6° 56′ 8,4″ O                                 |                                                          |              | |
|                | Blumenkörbchen                              | Walder Straße 40 51° 10′ 7,3″ N, 6° 56′ 40,1″ O                             |                                                          | 1906         | Blumenkörbchen mit Henkel in einem ovalen Medaillon |
|                | Segelschiff                                 | Walder Straße 40 51° 10′ 7,3″ N, 6° 56′ 40,1″ O                             |                                                          | 1906         | Das überdachte, kleeblattförmige Medaillon zeigt ein altes Segelschiff auf See. |
|                | Bärtiger Mann mit Hut                       | Walder Straße 50 51° 10′ 6,6″ N, 6° 56′ 45,1″ O                             |                                                          | Ende 19. Jh. | Die Büste eines bärtigen Mannes mit Hut schaut aus einem runden Medaillon. |
|                | Jüngling mit Hut                            | Walder Straße 50 51° 10′ 6,6″ N, 6° 56′ 45,1″ O                             |                                                          | Ende 19. Jh. | Die Büste eines Jünglings mit Hut schaut aus einem runden Medaillon. |
| weitere Bilder | Madonna mit Kind                            | Walder Straße 50 51° 10′ 6,8″ N, 6° 56′ 45,4″ O                             |                                                          |              | Das Relief befindet sich im Windfang des Hauseingangs. |
|                | Friedenstaube                               | Walder Straße 89 51° 10′ 5,4″ N, 6° 57′ 5,3″ O                              |                                                          |              | Auf breiter Girlande sitzt eine Friedenstaube. |
|                | Eichhörnchen unter Kastanienbäumen          | Walder Straße 93 51° 10′ 5,4″ N, 6° 57′ 6,6″ O                              |                                                          | 1905         | |
|                | Eichhörnchen                                | Walder Straße 93 51° 10′ 5,4″ N, 6° 57′ 6,6″ O                              |                                                          | 1905         | Detailansicht des Eichhörnchens unter den Kastanienbäumen |
|                | Frau mit Blüten im Haar                     | Walder Straße 93 51° 10′ 5,4″ N, 6° 57′ 6,6″ O                              |                                                          | 1905         | |
|                | Frau mit Blüten im Haar                     | Walder Straße 93 51° 10′ 5,4″ N, 6° 57′ 6,6″ O                              |                                                          | 1905         | |
|                | Frau mit Diadem                             | Walder Straße 95 51° 10′ 5,4″ N, 6° 57′ 7,2″ O                              |                                                          | 1899         | Aus reich verziertem Medaillon schaut die Büste einer Frau mit Diadem. |
|                | Mann mit Helm                               | Walder Straße 95 51° 10′ 5,4″ N, 6° 57′ 7,2″ O                              |                                                          | 1899         | Aus reich verziertem Medaillon schaut die Büste eines bärtigen Mannes mit Helm. |
|                | Handwerkszeichen Bäcker                     | Walder Straße 340 51° 10′ 3,6″ N, 6° 58′ 31,5″ O                            |                                                          |              | Von zwei Löwen gehaltener Schild mit Brezel |
|                | Frau mit Blüten im Haar                     | Walder Straße 340 51° 10′ 3,6″ N, 6° 58′ 31,5″ O                            |                                                          |              | |
|                | Maskenhafter Männerkopf 1                   | Wehrstraße 8 51° 9′ 54,9″ N, 6° 55′ 37,1″ O                                 |                                                          | 1905         | Maskenhafter Männerkopf unter Dachrinne links |
|                | Maskenhafter Männerkopf 2                   | Wehrstraße 8 51° 9′ 54,9″ N, 6° 55′ 37,1″ O                                 |                                                          | 1905         | Maskenhafter Männerkopf unter Dachrinne rechts |
|                | Löwenkopf                                   | Wehrstraße 8 51° 9′ 54,9″ N, 6° 55′ 37,1″ O                                 |                                                          | 1905         | Löwenkopf mit nur einem Zahn im geöffneten Maul |
|                | Männerkopf mit Zunge                        | Wehrstraße 8 51° 9′ 54,9″ N, 6° 55′ 37,1″ O                                 |                                                          | 1905         | Schelmig grinsender Männerkopf mit herausgestreckter Zunge |
|                | Froschkopf                                  | Wehrstraße 8 51° 9′ 54,9″ N, 6° 55′ 37,1″ O                                 |                                                          | 1905         | |
|                | Bärtiger Männerkopf                         | Wehrstraße 8 51° 9′ 54,9″ N, 6° 55′ 37,1″ O                                 |                                                          | 1905         | Mit Blattwerk umrankter bärtiger Männerkopf |

### Wandmalereien
| Foto            | Name                                                                | Standort Lage                                                                  | Künstler                          | Datierung | Beschreibung                                                    |
| --------------- | ------------------------------------------------------------------- | ------------------------------------------------------------------------------ | --------------------------------- | --------- | --------------------------------------------------------------- |
| weitere Bilder  | Fassaden-Graffiti: Auto am Garagentor                               | Am Eichelkamp, Garagenhof 51° 9′ 35,7″ N, 6° 56′ 54,8″ O                       |                                   |           |                                                                 |
|                 | Fassaden-Malerei: Fortuna 95                                        | An den Gölden 59, Örkhaus 51° 8′ 40,9″ N, 6° 56′ 2,7″ O                        | Peter Norf                        | 2010      |                                                                 |
|                 | Fassaden-Malerei: Blattwerke                                        | An der Gabelung 15 51° 10′ 11,7″ N, 6° 56′ 28,3″ O                             |                                   |           |                                                                 |
|                 | Mosaik: Mutter mit Kindern                                          | Beethovenstraße 17 51° 10′ 48,6″ N, 6° 55′ 48,3″ O                             | Leonhard Nienartowicz (1924–1995) |           |                                                                 |
|                 | Fassaden-Malerei: Max Spitzner                                      | Benrather Straße 8, Durchgang zum Schwanenplatz 51° 10′ 4,3″ N, 6° 55′ 48,4″ O |                                   | 2004      | So viele Worte nicht gesprochen, so viele Träume nicht geträumt |
| weitere Bilder  | Fassaden-Malerei: Äskulap Banane                                    | Benrather Straße 32a, Wilhelm-Fabry-Museum 51° 10′ 4,5″ N, 6° 55′ 39,5″ O      | Thomas Baumgärtel (* 1960)        | 2008      |                                                                 |
| weitere Bananen | Fassaden-Malerei: Banane                                            | Benrather Straße 32a, Wilhelm-Fabry-Museum 51° 10′ 4,5″ N, 6° 55′ 39,5″ O      | Thomas Baumgärtel (* 1960)        | 2008      |                                                                 |
|                 | Schaltschrank: Furtwänglerstr.                                      | Furtwänglerstraße 44 51° 11′ 11,8″ N, 6° 55′ 46,6″ O                           |                                   |           |                                                                 |
|                 | Fassaden-Malerei: Unterstand an Bushaltestelle Paul-Spindler-Straße | Hochdahler Straße 51° 10′ 18,9″ N, 6° 56′ 24,2″ O                              |                                   |           | wurde leider Ende 2014 mit weißer Farbe übermalt                |
|                 | Fassaden-Malerei: Haus mit bemalten Wandbehängen                    | Hofstraße 151 51° 9′ 23,2″ N, 6° 55′ 58,2″ O                                   |                                   |           |                                                                 |
|                 | Schaltschrank: Karlrobert-Kreiten-Straße                            | Karlrobert-Kreiten-Straße 5 51° 11′ 5,3″ N, 6° 56′ 7,7″ O                      |                                   |           |                                                                 |
|                 | Schaltschrank: Karnap                                               | Karnaper Straße 37 51° 9′ 24,5″ N, 6° 56′ 9,7″ O                               |                                   |           |                                                                 |
|                 | Bemalter Bauwagen                                                   | Klusenstraße 32 51° 9′ 25,2″ N, 6° 56′ 9,7″ O                                  |                                   |           |                                                                 |
|                 | Angler am See                                                       | Kniebachweg 24 51° 8′ 47,6″ N, 6° 56′ 46,7″ O                                  |                                   |           |                                                                 |
|                 | Schaltschrank: Lehmkuhl                                             | Lehmkuhler Weg 1 51° 8′ 58″ N, 6° 56′ 26,5″ O                                  |                                   |           |                                                                 |
| weitere Bilder  | Bürgertreff Nord, Regenbogen                                        | Lortzingstraße 1 51° 10′ 43,4″ N, 6° 56′ 2,4″ O                                |                                   |           |                                                                 |
|                 | Alte Fassaden der Mittelstraße – Nordseite                          | Mittelstraße 36, Am-Rathaus-Center 51° 10′ 9,7″ N, 6° 56′ 12,1″ O              |                                   |           |                                                                 |
|                 | Alte Fassaden der Mittelstraße – Südseite                           | Mittelstraße 36, Am-Rathaus-Center 51° 10′ 9,7″ N, 6° 56′ 12,1″ O              |                                   |           |                                                                 |
|                 | Fassade: Familienzentrum Mühle                                      | Mühle 20 51° 10′ 18,3″ N, 6° 56′ 54,2″ O                                       |                                   |           |                                                                 |
|                 | Fassaden-Malerei: Ringe                                             | Mühlenbachweg 26 51° 10′ 14,5″ N, 6° 57′ 5,2″ O                                |                                   |           |                                                                 |
|                 | Fassaden-Malerei: Karnevalsmuseum                                   | Neustraße 15 51° 9′ 55,3″ N, 6° 55′ 33″ O                                      |                                   |           |                                                                 |
|                 | Fassaden-Malerei: Karnevalsmuseum-Rückseite                         | Neu-Straße 15, Ecke Itterstraße 51° 9′ 55,4″ N, 6° 55′ 33,5″ O                 |                                   |           |                                                                 |
|                 | Fassaden-Malerei: Straight of jungle                                | Richrather Straße 171 51° 9′ 19,1″ N, 6° 56′ 24,7″ O                           | Echo Ignaz                        | 1997      |                                                                 |
|                 | Fassaden-Malerei: Schwalben                                         | Walder Straße 54 51° 10′ 6,7″ N, 6° 56′ 46,7″ O                                |                                   |           |                                                                 |
|                 | Fassaden-Malerei: Hildorado                                         | Walder Straße 88, Ecke Grünstraße 51° 10′ 5″ N, 6° 57′ 0″ O                    |                                   |           |                                                                 |
|                 | Fassaden-Malerei: Fahrräder                                         | Wehrstraße 3 51° 9′ 59″ N, 6° 55′ 37,8″ O                                      |                                   |           |                                                                 |

## Wieder entfernte Kunstwerke
| Foto | Name          | Standort Lage                                                                     | Künstler | Datierung | Beschreibung              |
| ---- | ------------- | --------------------------------------------------------------------------------- | -------- | --------- | ------------------------- |
|      | Steinebrunnen | Benrather Straße 1, früherer Standort Haus Hagdorn 51° 10′ 1,8″ N, 6° 55′ 49,7″ O |          |           | Im November 2020 abgebaut |